# Henryków (Szewna)
Henryków – część wsi Szewna w Polsce, położona w województwie świętokrzyskim, w powiecie ostrowieckim, w gminie Bodzechów.
W latach 1975–1998 Henryków administracyjnie należał do województwa kieleckiego.